# 1837 (numero)
Milleottocentotrentasette (1837) è il numero naturale dopo il 1836 e prima del 1838.

## Proprietà matematiche
- È un numero dispari.
- È un numero composto da 4 divisori: 1, 11, 167, 1837. Poiché la somma dei suoi divisori (escluso il numero stesso) è 179 < 1837, è un numero difettivo.
- È un numero semiprimo.
- È un numero stellato.
- È un numero nontotiente in quanto dispari e diverso da 1.
- È un numero congruente.
- È un numero intero privo di quadrati.
- È un numero odioso.
- È parte delle terne pitagoriche (1837, 10020, 10187), (1837, 13884, 14005), (1837, 153384, 153395), (1837, 1687284, 1687285).

## Astronomia
- 1837 Osita è un asteroide della fascia principale del sistema solare

## Astronautica
- Cosmos 1837 è un satellite artificiale russo.